# ليوبولد فون رانكه

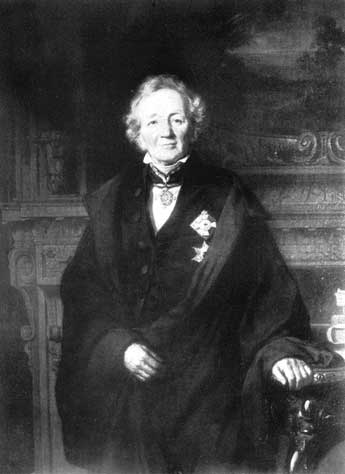
صورة ل ليوبولد فون رانكه (Leopold von Ranke) عام 1868، رسمها يوليوس شرادير

لقد كانليوبولد فون رانكه مؤرخًا (21 ديسمبر 1795 - 23 مايو 1886) ألمانيًا يتبع الفلسفة الوضعية الحديثة  كما أنه مؤسس التاريخ الحديث المدعوم بمصادر التاريخ. فوضعَ رانكه معايير للعديد من الكتابات التاريخية اللاحقة، حيث طرح أفكارًا تعتمد على المصادر الأساسية (التجريبية)، والتأكيد على التاريخ الروائي وخاصةً السياسات الدولية (السياسة الخارجية).

## نظرة عامة
وُلِدَ رانكه في مدينة ويهي(Wiehe)، والتي أصبحت بعد ذلك جزءًا من مقاطعة ساكسوني. كما تلقى رانكه جزءًا من تعليمه في المنزل والجزء الآخر في جيمنازيوم(التعليم الثانوي) في مدرسة بفورتا(Schulpforta). وقد شهدت السنوات الأولى من عمره حبه الدائم للغة الإغريقية واللاتينية والكنيسة اللوثرية. وفي عام 1814، التحق رانكه بجامعة ليبتسيج،(University of Leipzig) حيث كان يدرس مواد الكلاسيكيات وعلم الإلهيات اللوثرية وفي جامعة ليبتسيج، أصبح رانكه أستاذًا في فقه اللغة وترجمة كتب القدامى إلى الألمانية. ومن الكتّاب المفضلين لدى رانكه عندما كان طالبًا ثوقيديدس(Thucydides)، وتيتوس ليفيوس(Livy)، وديونيسيوس من هاليكارناسوس(Dionysius of Halicarnassus)، ويوهان فولفغانغ فون غوته(Johann Wolfgang von Goethe)، وبارتولد جورج نيبور(Barthold Georg Niebuhr)، وإيمانويل كانت(Immanuel Kant)، ويوحنا فشته (Johann Gottlieb Fichte)، وفريدريش شيلينج(Friedrich Schelling)، وفريدريش شليجيل(Karl Wilhelm Friedrich Schlegel). وقد أوضح رانكه عدم اهتمامه بأعمال التاريخ الحديث وذلك لعدم شعوره بالرضا عن ما يعتبره كتبًا تاريخيةً لأنها عبارة عن مجموعة من الحقائق جمعها أحدث المؤرخون.
ومنذ عام 1817ــ1825، عمل رانكه مدرسًا للكلاسيكيات في مدرسة فريدريش للتعليم الثانوي في فرانكفورت على ضفاف نهر أودر وفي ذلك الوقت، أصبح رانكه مهتمًا بالتاريخ بسبب رغبته في أن يساهم في تطوير هذا المجال ليصبح أكثر احترافًا من ناحية وليجد تفسيرًا ليد الله في الأعمال التاريخية من ناحيةٍ أخرى.
بدايةً من كتابه الأول عام 1824، تاريخ الشعوب اللاتينية والتيتونية منذ عام 1494 حتى عام1514  (تاريخ الشعوب اللاتينية والتيتونية منذ عام 1494 حتى عام1514)، استخدم رانكه العديد من المصادر المتنوعة عن مؤرخي العصر، بما في ذلك«المذكرات، والمفكرات اليومية، والرسائل الشخصية والرسمية، والمستندات الحكومية، والأخبارالدبلوماسية والأقوال المباشرة لشهود العيان» وفي هذا الإطار اعتمد رانكه على أساليب فقه اللغةولكنه اعتمد على المستندات الدنيوية بدلاً من الأدب القديم والغريب. [بحاجة لمصدر]
وفي عام 1865، تم تكريم رانكه، كما تولى منصب المستشار الخاص بملك بروسيا في عام 1882، وفي عام 1885 تم منحه مواطنةبرلين الشرفية. وفي عام 1884، تم تعيينه عضو الشرف الأول للجمعية الأمريكية التاريخية. وبعد أن تقاعد رانكه في عام 1871، استمر في كتابة العديد من المواضيع المتعلقة بتاريخ ألمانيا مثل حروب الثورة الفرنسية(French Revolutionary Wars)، وألبرشت فون فالنشتاين(Albrecht von Wallenstein9، وكارل أغسطس فون هاردينبيرج(Karl August von Hardenberg)، والملك فريدرخ فيلهلم الرابع ملك بروسيا(Frederick William IV of Prussia). ومنذ عام 1880، بدأ رانكه عملاً ضخمًا مكونًا من ستة أجزاء عن تاريخ العالم، والذي بدأ بتاريخ مصر القديمة وبني إسرائيل وعند وفاة رانكه في برلين عام 1886، عن عمر يناهز 90، كان قد وصل للقرن الحادي عشر فحسب، ولكن مساعديه بعد ذلك استكملوا المسيرة مستعينين بملاحظاته عن الأجزاء غير المكتملة وصولاً إلى عام 1453.

## وصلات خارجية
- ليوبولد فون رانكه على موقع الموسوعة البريطانية (الإنجليزية)
- ليوبولد فون رانكه على موقع إن إن دي بي (الإنجليزية)
- Leopold von Ranke, from Humboldt University of Berlin website
- Leopold von Ranke historicism, from "Age of the Sage" website.
- Leopold von Ranke's papers at Syracuse University; Ranke's personal library, containing many works by lesser known writers on historical, political and literary subjects of the 16th to 19th centuries, was also donated to the University's Rare Books department.
- Williams, H. S. (1907). The historians' history of the world. Volume XV. (ed., this volume covers Leopold von Ranke on Page 633.)
- مؤلفات Leopold von Ranke في مشروع غوتنبرغ
- Chisholm, Hugh, ed. (1911). "Ranke, Leopold von" . Encyclopædia Britannica (بالإنجليزية) (11th ed.). Cambridge University Press.
- Geschichte der romanischen und germanischen Völker von 1494 bis 1514 by Leopold von Ranke at the أرشيف الإنترنت